# Riff (Band)
Riff war eine deutsche Rockband, die Mitte der 1980er Jahre von dem Gitarristen Frank Becking, dem Schlagzeuger Volker Britz und dem Bassisten Burkhard Westerhoff gegründet wurde. Später stieß der in Newcastle geborene Sänger William Lennox dazu.

## Geschichte
Frank Becking hatte schon in verschiedenen Bands gespielt, unter anderem „The Ramblers“ und „The Stripes“ (mit Nena). William Lennox war Sänger der Band „Days of Sorrow“ und Volker Britz hatte in der NDW-Band X-Quadrat gesungen. Anfangs war Frank Becking gleichzeitig Leadsänger und Gitarrist. Nachdem William Lennox zur Band gestoßen war, nahm die Band für das Label BMG Ariola/RCA das Album Mission Love auf. Produziert wurde in London vom Produzenten Zeus B. Held. Weiter wurden Remixe einiger Stücke des Albums in den Ardent Studios in Memphis (Tennessee) von John Hampton produziert. Es folgten Auftritte in Deutschland und der Schweiz; unter anderem im Vorprogramm der australischen Band Hoodoo Gurus und der britischen Band New Model Army. Als das Album Mission Love 1989 in Großbritannien auf Music for Nations veröffentlicht wurde, zog die Band Riff von Deutschland nach London. Auch in Großbritannien gab die Gruppe mehrere Konzerte; unter anderem mit der US-amerikanischen Band „Drive She Said“. In London spielte die Gruppe dabei im Marquee Club und im „Hippodrome“. 
Das zweite Album wurde in den Ardent Studios von John Hampton produziert. Der Schlagzeuger Volker Britz und der Bassist Burkhard Westerhoff stiegen nach dieser Produktion aus der Band aus und wurden durch Thomas Gareth am Bass und Schlagzeuger Rolf Brendel ersetzt. Das Album Fever veröffentlichten sie 1991 unter ihrem neuen Bandnamen Crash n’ Burn.

## Diskografie
- 1985 Dancing On Coloured Ice (EP The Riffs)
- 1985 Walking On a Wire (Single The Riffs)
- 1986 Fortune Teller (Single The Riffs)
- 1989 Mission Love (Album)
- 1989 All Or Nothing (Single)
- 1989 No Mercy (Single)
- 1991 Fever (Album) als „Crash’n Burn“